# 바인엔터테인먼트
바인엔터테인먼트(영어: Vine Entertainment)는 대한민국의 연예기획사이다.

## 소속 연예인

### 배우
- 구본승

### 가수
- SECRET NUMBER
- MISS H

### 댄서
- 백진

## 과거 소속 연예인

### 배우
- 선류환
- 전미선
- 심혜진
- 윤다훈
- 김선혁
- 권해성
- 오승현
- 문보령
- 박슬기
- 전지안
- 서은교

### 가수
- 샤플라
- 데니스 (SECRET NUMBER 전 멤버)
- 레아 (SECRET NUMBER 전 멤버)
- 디타 (SECRET NUMBER 전 멤버)
- 진희 (SECRET NUMBER 전 멤버)
- 민지 (SECRET NUMBER 전 멤버)